# 다윈주의

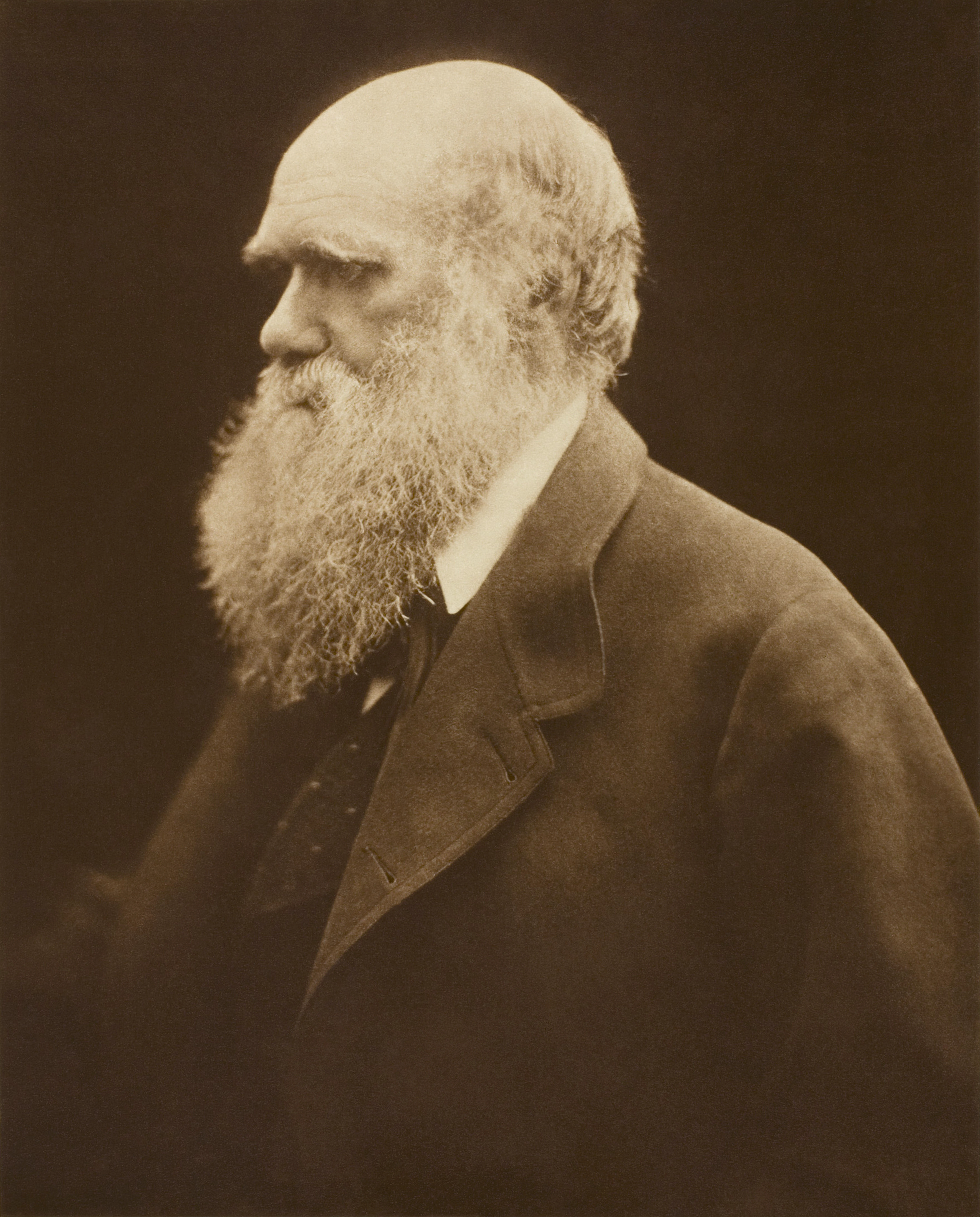
찰스 다윈 (1868년)

다윈주의 또는 다위니즘(Darwinism)은 잉글랜드의 생물학자 찰스 다윈(1809~1882년) 등이 개발한 생물학적 진화 이론으로, 모든 생물종들이 크기가 작은 유전형들의 자연선택을 통해 발생하고 발달함으로써 개체의 생존, 번식 능력을 증가시킨다고 주장한다. 다윈론(Darwinian theory)이라고도 부르며 다윈의 이론보다 앞선 개념들을 포함한 1859년 종의 기원을 다윈이 출판한 이후 과학계 전반에 수용된 생물변이설의 개념을 포함시켰다. 영국의 생물학자 토머스 헨리 헉슬리는 1860년 4월 다위니즘이라는 용어를 만들었다.

## 같이 보기
- 다윈상